# 12 bites architektúra
A számítógép-architektúrák területén 12 bites egészek, memóriacímek és más adategységek azok, melyek legfeljebb 12 biten (1,5 oktett) kifejezhetők, illetve ilyen szélesek. 12 bites mikroprocesszor-, illetve ALU-architektúrák továbbá azok, melyek ilyen méretű regisztereket, címsíneket és adatsíneket használnak.
A legismertebb 12 bites mikroprocesszort, a PDP-8-at és rokonait, pl. az Intersil 6100 CPU-t különböző reinkarnációiban 1963 augusztusától 1990 közepéig gyártották. Számos ADC (analóg-digitális átalakító) rendelkezik 12 bites felbontással. Egyes PIC mikrokontrollerek is 12 bites szóhosszúságot használnak. 
12 biten 4096 értéket lehet megkülönböztetni.